# Oliver Kragl
Oliver Kragl (* 12. Mai 1990 in Wolfsburg) ist ein deutscher Fußballspieler.

## Karriere
Kragl wechselte 2009 aus der Jugend des VfL Wolfsburg zur zweiten Mannschaft von Eintracht Braunschweig. Der Mittelfeldspieler, der neben dem Fußball eine Ausbildung im Volkswagenwerk Wolfsburg absolvierte, rückte schnell in die Drittligamannschaft des Vereins auf. In seinem ersten Ligaspiel für diese erzielte er im Spiel gegen den FC Ingolstadt 04 ein Tor.
Im Laufe der Saison 2009/10 kam Kragl 16-mal für die Braunschweiger zum Einsatz. In der Saison 2010/11 stieg er mit seiner Mannschaft in die 2. Bundesliga auf, für Kragl selbst stand aufgrund von Verletzungsproblemen in der gesamten Spielzeit nur ein Profieinsatz zu Buche. Er verließ daraufhin Braunschweig und schloss sich dem VfB Germania Halberstadt in der Regionalliga Nord an.
Zur Saison 2012/13 kehrte Kragl mit seinem Wechsel zum SV Babelsberg 03 in die 3. Liga zurück. Dort war er Stammspieler, absolvierte 35 von 38 möglichen Ligapartien und trug sich zudem dreimal in die Torschützenliste ein; weiterhin gab er zwei Torvorlagen. Am 12. Juni 2013 wurde sein Transfer nach Österreich bestätigt; beim österreichischen Bundesligisten SV Ried unterschrieb er einen Zweijahresvertrag.
Nach der Spielzeit 2013/14, in der Kragl in 39 Spielen acht Tore erzielt und sechs Vorlagen gegeben hatte, wurde sein Vertrag bis 2016 verlängert.
Ein halbes Jahr vor Vertragsende wechselte Kragl im Januar 2016 nach Italien zu Frosinone Calcio in die Serie A. Nach dem Abstieg in die Serie B am Ende der Saison 2015/16 und Rang drei in der Serie B 2016/17 mit anschließendem Scheitern im Halbfinale der Aufstiegs-Play-offs mit Frosinone am FC Carpi wechselte Kragl im Sommer 2017 zum FC Crotone in die Serie A. Nachdem er in der Hinserie der Spielzeit 2017/18 unter anderem verletzungsbedingt nur auf fünf Ligaeinsätze als Einwechselspieler gekommen war, wurde Kragl in der Winterpause der Saison 2017/18 für sechs Monate an den Zweitligisten Foggia Calcio verliehen und von diesem Saisonende fest verpflichtet. Zur Saison 2019/20 wechselte Kragl zum Ligakonkurrenten Benevento Calcio, mit dem er sich in der Spielzeit die Meisterschaft und den damit verbundenen Aufstieg in die Serie A sicherte. Nach dem Aufstieg wurde er allerdings aussortiert und zurück in die Serie B an Ascoli Calcio verliehen. Dort kam er während der Leihe zu 21 Einsätzen.
Zur Saison 2021/22 kehrte Kragl zum mittlerweile wieder zweitklassigen Benevento zurück. Im August 2021 löste er seinen Vertrag dort auf. Nach mehreren Monaten ohne Verein wechselte er im Februar 2022 zum Drittligisten US Avellino 1912. Für Avellino kam er zu 13 Einsätzen in der Serie C und verließ das Team mit Ablauf der Saison 2021/22. Im September 2022 kehrte Kragl zur SV Ried zurück, bei der er einen bis Juni 2023 laufenden Vertrag erhielt. Für Ried kam er diesmal fünfmal in der Bundesliga zum Einsatz, ehe sein Vertrag im Januar 2023 aufgelöst wurde. Anschließend wechselte er wieder nach Italien und schloss sich dem Drittligisten ACR Messina an.
Dort war Kragl jedoch ein halbes Jahr aktiv und ging im folgenden Sommer weiter zum FC Trapani 1905 in die Serie D. Mit Trapani schaffte er den Aufstieg in die Drittklassigkeit, dabei erzielte der Mittelfeldspieler in 33 Ligapartien 17 Treffer. Jedoch blieb er weiterhin in der Vierten Liga aktiv und wechselte im Sommer 2024 zur SSD Fidelis Andria 2018. Ende März 2025 nahm ihn sein ehemaliger Verein aus Trapani wieder unter Vertrag.

## Erfolge
Benevento Calcio
- Aufstieg in die Serie A als Meister der Serie B: 2020